# Huschmand Sabet
Huschmand Sabet (* 29. September 1931 in Teheran, Iran; † 25. März 2016) war ein deutscher Unternehmer iranischer Herkunft. Er kam 1950 nach Deutschland und lebte in Stuttgart.
1997 erhielt er den Planetary Consciousness Prize für sein Konzept der Terra-Tax, einer Welthandelsabgabe. Er studierte Elektrotechnik, Philosophie und Vergleichende Religionswissenschaft. Er war Gründungsmitglied der Stiftung Globalart Austria.

## Schriften
- Der gespaltene Himmel. Verum-Verlag, Stuttgart 1967.
- Der Weg aus der Ausweglosigkeit: Ein Plädoyer für den Frieden. Seewald-Verlag, Stuttgart/Herford 1985.
- Der Übergang: Vom Global-Crash zur Weltidentität. Horizonte-Verlag, Stuttgart 1994.
- Globale Maßlosigkeit: Der (un)aufhaltsame Zusammenbruch des weltweiten Mittelstandes. Ein Report an die Global Marshall Plan Initiative. Patmos-Verlag, Düsseldorf 2005, ISBN 3-491-72499-6.